# Orihuela del Tremedal
Pour les articles homonymes, voir Orihuela (homonymie).
Orihuela del Tremedal est une commune espagnole. Elle se situe dans la comarque de la Sierra de Albarracín de la province de Teruel, qui fait elle-même partie de la communauté autonome d'Aragon.

## Géographie
Juchée à 1 447 m d'altitude, Orihuela del Tremedal compte parmi les communes de plus haute altitude de la province de Teruel. Située à la naissance du Gallo et au cœur même du paysage naturel accidenté que composent la Sierra de Albarracín et les Montes Universales, elle jouit d'abondantes ressources naturelles (eaux de sources, bois de forêts, etc.). On y trouve aussi des tremedales, tourbières auxquelles la commune doit une partie de son nom, et qui sont protégées par la Convention de Ramsar.
Orihuela del Tremedal se situe du côté ouest de la province de Teruel et de la Sierra de Albarracín, à la frontière de la province de Guadalajara de Castille-La Manche. Son territoire municipal comprend le mont Caimodorro (es), qui domine la Sierra del Tremedal du haut de ses 1 936 m.
Orihuela del Tremedal jouxte les municipalités suivantes : au nord, Ródenas et, déjà dans la province de Guadalajara, Alustante et Motos; au sud, Noguera de Albarracín, Griegos et Villar del Cobo ; à l'est, Bronchales ; enfin, à l'ouest, Orea (Guadalajara).

### Hydrographie
Le Gallo est le principal agent hydrographique de la commune. Cette rivière est un affluent du Tage. Elle prend sa source, alimentée par de nombreux petits ruisseaux tels que los Ojos, et fontaines telles que los Pradejones ou los Coladillos, sur la colline homonyme où s'élève le sanctuaire de la Vierge du Tremedal.
Le climat est continental. Il se caractérise par des hivers froids et neigeux. Les étés sont secs et doux, avec des températures ne dépassant guère les 30 degrés. Très irrégulier, le débit du réseau hydrographique local culmine en automne et au printemps, avec le dégel et la fonte des neiges. Toutes les sources délivrent une eau d'excellente qualité.

## Économie
L’économie repose sur l'agriculture, le bétail et l’exploitation forestière. Le tourisme, les loisirs et la chasse constituent les autres piliers des revenus d’Orihuela.
Le secteur primaire, basé sur l'agriculture et l'élevage, occupe une superficie cultivée de 1328 ha, dont 30 sont irrigués. Il consacre 2920 ha aux prés et pâturages. L’exploitation forestière est importante et la municipalité dispose d'une superficie forestière de 2771 ha, dont une bonne partie est dédiée à la commercialisation. L'espèce forestière exploitée est le pin local.
Le secteur secondaire se concentre sur l’industrie de la transformation du bois, avec plusieurs menuiseries et une scierie.
Le poids du secteur des services, axé sur le tourisme rural et de montagne, ainsi que sur la chasse, est de plus en plus important. Il existe des hébergements dans des cottages, des campings, des hôtels et dans le complexe de vacances Residencia de Tiempo Libre. Le commerce est très limité et destiné à couvrir les besoins essentiels de la population. Enfin, il a une école primaire et un cabinet médical.

## Histoire
Des vestiges d'art rupestre témoignent d'un peuplement humain au méso-néolithique et à l'âge du bronze (8000-6000 à 1000-800 av. J.-C.). Sur le site archéologique d'El Toril, mis au jour par Jesús Martín Rodrigo en 1986, des vestiges celtibères ont également été découverts. Les Romains ont laissé des traces de leur présence dans la colonie militaire de Las Tejeras. Enfin, quelques restes wisigothiques, notamment une broche, ont été découverts près du sanctuaire de la Virgen del Tremedal.
On estime que la fondation d'Orihuela remonte à l'époque romaine, avec la construction d'un noyau initial de maisons, baptisé Oreyuela, autour d'une fonderie, sur le site d'Escorial de Fuenlabrada.
En 1164, le village d'Oreyuela est intégré à l'Aragon, alors qu'Orea, le village voisin, est intégré au royaume de Castille. Oreyuela fait alors partie du territoire d'Albarracín, gouverné par la dynastie des Azagra, jusqu'à sa conquête par Pedro III d'Aragon le Grand en 1284.
En 1696, les ordonnances de la communauté de villages d'Albarracín sont rédigées dans la salle des séances de la mairie d'Orihuela.
En 1748, le nouveau sanctuaire de la Virgen del Tremedal est inauguré. L'époque est alors florissante : le produit de la vente de la forge du conseil permet alors de financer la construction de l'église paroissiale. Cependant, lors de la guerre d'indépendance, les destructions infligées au village par l'armée de napoléonienne sont telles, que le roi Ferdinand VII d'Espagne, autorise en 1815 la célébration d'une foire de trois jours, afin de relancer l'économie locale.

## Lieux et monuments
La municipalité se compose du noyau urbain et de quelques constructions rurales. À proximité s'élèvent la résidence de loisirs du gouvernement aragonais, la Residencia de tiempo libre, ainsi que le sanctuaire de la Vierge du Tremedal.

## Patrimoine
Les principaux monuments sont les suivants :
- Église paroissiale de San Millán de la Cogolla (commencée en 1770). Située au sommet de la colline sur laquelle est implanté le noyau urbain, elle est bien visible depuis tout point du village. Elle est de grandes proportions avec ses trois nefs et son dôme. Sa façade est de style néoclassique. Elle a été déclarée ensemble historique et artistique en 1972. À l'intérieur se trouvent l'orgue et la chaire baroque de 1782. L' autel est dédié à San Millán de la Cogolla. Il convient également de noter les autels de San Pedro (1618) et celui de San José (1728).

- L'hôtel de ville date du XVIe siècle. Il est doté d'une belle façade avec bouclier (héraldique) et d'un balcon avec des barres de forge au-dessus des arcades.

- Le sanctuaire de la Virgen del Tremedal, construit en 1748, a dû être reconstruit en 1880, après avoir été détruit par les troupes françaises en 1807. Le projet est de l'architecte Fernando Yarza. Dans son intérieur, il conserve une taille de la Vierge de Tremedal. Cette dernière a la réputation d'être une dame âgée et semble dater de 1169. Dans ses environs, des restes Wisigoths ont été découverts. Selon la légende, la Vierge serait apparue à un berger manchot, Pedro Noves, qui s'occupait de son troupeau, en lui disant qu'elle avait faim. Lorsque le berger voulut prendre le gâteau dans son sac avec sa main unique, la Vierge insista pour qu'il le lui donne avec l'autre main. Face à une telle insistance, le berger accepta de mettre son bras dans le sac, et il fut surpris de voir sa seconde main apparaitre avec le gâteau. En signe de reconnaissance, il se prosterna alors aux pieds de la Vierge en disant qu'il ferait ce qu'elle lui demanderait. Elle lui répondit : Descends à Orihuela, raconte la faveur que je t'ai faite, et fais-leur savoir que, si je me suis assise dans cette Sierra, c'est pour le plaisir d'y être vénérée, et pour le confort et le bien-être de ses habitants.